# Белянов, Александр Михайлович
Александр Михайлович Белянов (1903—1994) — сотрудник советских органов государственной безопасности, начальник особого отдела НКВД Фронта резервных армий, генерал-майор (1944).

## Биография
Родился в семье крестьянина-бедняка (отец умер в 1922). Русский. Окончил  сельскую школу. Мастер валяной обуви в валяльной мастерской Полякова, Кустанай 10.1922-05.1923; мастер валяной обуви в своей мастерской, Кустанай 05.1923-05.1924; делопроизводитель Александровского волисполкома, с.Александровка Кустан. губ. 05.1924-10.1925.
В РККА:
- красноармеец отдельн. конно-горной батареи 7 кав. бригады, Среднеазиат.ВО 10.1925-02.1926;
- красноармеец 3 арт. полка 3 стр. див., Среднеазиат. ВО 02.1926-10.1926;
- в объединенной Среднеазиат. воен. школе 10.1926-05.1930;
- ком. взвода 6 тяжелого арт. дивизиона Среднеазиат.ВО 05.1930-01.1932;
- ком. батареи, ком. дивизиона 123 арт. полка, Среднеазиат. ВО 01.1932-11.1934,
- Обучался в Арт. акад. им. Дзержинского 11.34-01.39[3].

В органах НКВД-СМЕРШ-НКГБ:
- нач. ОО НКВД Харьк.ВО 04.02.1939-01.07.1939;
- зам. нач. 4 отд. ГУГБ НКВД СССР 01.07.1939-12.02.1941;
- нач. 3 отд. НКВД СССР 15.02.1941-19.07.1941;
- нач. ОО НКВД Фронта резервных армий 19.07.1941 — 21.10.1941;
- нач. ОО НКВД Зап. фронта 21.10.1941 -10.01.1942;
- нач. 6 отд. УОО НКВД СССР 10.01.1942-19.02.1942;
- нач. ОО НКВД Крым, фронта 19.02.1942-21.05.1942;
- зам. нач. ОО НКВД - УКР СМЕРШ Воронеж, фронта 18.07.1942-17.11.1943;
- зам. нач. УКР СМЕРШ 1 Украин. фронта 17.11.1943-01.07.1944;
- зам. нач. 7 отд. 2 упр. НКГБ СССР 01.07.1944-24.07.1945;
- зам. уполн. при СНК СССР по воинским формированиям на территории Сов. Союза, Москва 07.1944-01.1945;
- нач. адм. отд. Союзнической контрольной комиссии в Венгрии 01.1945-10.1947.
- зам. нач. упр. по награждениям и присвоениям воинских званий Гл. упр. кадров Воен. М-ва СССР 10.1947 — 12.1948;
- нач. упр. кадров войск ПВО страны 12.1948-05.1953;
- нач. отд. кадров войск ПВО страны с 05.1953[3].

### Звания
- капитан;
- майор ГБ -  04.02.1939;
- ст. майор ГБ - 15.02.1941;
- комиссар ГБ 3 ранга - 19.07.1941;
- майор ГБ (разжалован в 1942 до майора ГБ за провал обороны Крыма);
- генерал-майор - 26.05.1943.

### Награды
СССР
- орден Ленина (24.11.1950[4]);
- четыре ордена Красного Знамени (26.04.1940[5], 02.01.1942, 30.04.1946[4], 25.11.1947[6]);
- два ордена Отечественной войны 1 степени (14.01.1944, 06.04.1985[7]);
- два ордена Красной Звезды (26.04.1940[5], 03.11.1944[4]);
- медали в том числе:
  - «За воинскую доблесть. В ознаменование 100-летия со дня рождения Владимира Ильича Ленина»;
  - «За оборону Москвы»;
  - «За Победу над Германией в Великой Отечественной войне 1941—1945 гг.»;
  - «Ветеран Вооружённых Сил СССР»;
- знак «Заслуженный работник НКВД» (02.02.1942).

Других государств
- орден Заслуг (Венгрия);
- орден Венгерской свободы (Венгрия).